# Parc des sports de Kuusankoski
Le parc des sports de Kuusankoski (en finnois : Kuusankosken urheilupuisto) est un regroupement d'équipements sportifs situé dans le quartier de Kuusankoski à Kouvola en Finlande.

## Présentation
Le parc des sports de Kuusankoski est l'un des sites regroupant des services sportifs les plus polyvalents de Kouvola.
Le parc sportif compte un terrain d'athlétisme, une terrain de football, un terrain de baseball et des courts de tennis.
Dans le parc se trouvent aussi la patinoire de Kuusankoski et la piscine de Kuusankoski.
Le terrain de sport a une tribune principale couverte en béton qui fait le tour du terrain.
Le parc a accueilli le Championnat de Finlande de football. 
Le record de spectateurs est de 3 269 spectateurs lors d'un match du Kuusankosken Kumu contre le Football Club Haka Valkeakoski. 
Les clubs Kuusankosken Kumu et Voikkaan Pallo-Peikot sont résidents du parc.
Le parc est à proximité des zones de loisirs de Kettumäki et Nauha avec leurs pistes de randonnées et leurs parcs publics.